# 宋義
宋義（？—前207年），秦末楚义帝的大將軍。秦末統兵救趙時，遭到項羽發動兵變，刺殺而死。

## 簡介
項梁與項羽反秦起義後，得到「張楚王陳勝」被秦國大將章邯打敗而死亡的消息，兩人聽了謀士范增的意見，找到了楚懷王之孫熊心，立熊心為王，仍稱楚懷王。
項梁屢次大破章邯，有輕敵之意，宋義勸說「驕兵必敗」，而項梁沒有理會。此時，齊國使者高陵君顯奉命出使楚國，宋義得知高陵君正要去見項梁，於是說：「項梁必然兵敗，請你暫緩拜見，以免陷於其禍。」定陶之役中，項梁被秦軍章邯打敗而戰死。
後來秦國大將章邯、王離包圍鉅鹿，趙王趙歇向各國請求救援。此時，高陵君見項梁已死，遂拜見懷王心，並向其舉薦宋義。
西元前207年，懷王封宋義為「卿子冠軍」、項羽為次將、范增為末將，領兵加入鉅鹿之戰。宋義領軍行至安陽（今日山東曹縣東南），便按兵不動，滯留四十六天。項羽急欲攻打秦軍，為陣亡的叔父項梁報仇雪恨，便催促宋義發兵，宋義不聽，說要等待趙軍消耗秦國兵力，反譏項羽有勇無謀，還傳下命令諷刺項羽，說凡是兇猛、違逆、貪功而不聽號令的人，皆格殺勿論。
宋義把兒子宋襄派到齊國當宰相，送行到無鹽（今日山東東平縣東）這個地方，大魚大肉，飲酒作樂。當時天降大雨，天氣寒冷，士兵們又冷又餓，項羽利用這一點激起了士兵對宋義的不滿。
宋義按兵不動第四十七天早上，項羽闖入宋義帳中，將其斬首。項羽對士兵宣佈，宋義和齊國串通，要背叛楚國，自己是奉楚懷王熊心的密令殺宋義的。
同時項羽派人報告懷王，懷王因項羽已經掌握軍心，不得已便任命項羽為主帥，率兵救趙，亦即鉅鹿之戰。
宋義之子宋襄，也被項羽派人暗殺。
宋义孙宋昌。

## 另見
- 冠軍